# Maria Francesca Rossetti
Maria Francesca Rossetti (* 17. Februar 1827 in London; † 24. November 1876 ebenda) war eine britische Autorin im  viktorianischen England und Ordensschwester des von Harriet Brownlow Byron 1851 in London gegründeten ersten anglikanischen Ordens der All Saints Sisters of the Poor.

Frances Rossetti mit ihren Töchtern Maria und Christina 1855

## Leben
Ihr Vater, Gabriele Rossetti, war ein Flüchtling aus Neapel, der in England politisches Asyl gefunden hatte, und ihre Mutter, Frances Mary Lavinia Polidori, war die Tochter von Gaetano Polidori. Maria war das älteste Kind; ihre Geschwister waren Dante Gabriel (1828–1882), William Michael (1829–1919) und Christina Georgina (1830–1894). Unter diesen außergewöhnlich begabten Kindern, alle innerhalb von vier Jahren geboren, wurde Maria von ihren Eltern und Geschwistern immer als „der hellste Funke“ angesehen. Doch sie ist die am wenigsten bekannte der Rossettis, obwohl sie wie ihre Schwester und ihre Brüder zu ganz unterschiedlichen Themen publizierte.
Maria war ein unscheinbares Kind mit rundem Gesicht und erhielt von ihrer hübschen jüngeren Schwester Christina den eher unfreundlichen Spitznamen „Mondgesicht“ (Moony). Ihr Vater nannte sie gewöhnlich „ingegnosa Maria“, die „kluge Maria“. Als sie zehn Jahre alt war, hatte sie bereits eine Leidenschaft für die Werke Homers entwickelt und dürstete nach mehr Wissen. Obwohl ihre Mutter eine umfangreichere Bildung hatte als die meisten Frauen ihrer Generation und eine erfahrene Lehrerin war, die ihre Töchter zu Hause unterrichtete, hatte sie keinen Zugang zu Latein und Griechisch. Maria konnte jedoch unter der Anleitung ihres Großvaters Gaetano Polidori Italienisch studieren, das sie später auf hohem Niveau unterrichtete. Eine Zeitlang versuchte sie im Selbststudium durch einen improvisierten Fernkurs und mit Hilfe ihrer Brüder, die die höhere Schule besuchten, sich die alten Sprachen anzueignen. Sie konnte das aber über ihre Jugend hinaus nicht durchhalten und konzentrierte sich mit ihrer beachtlichen intellektuellen Energie auf die Religion.
Mit ihrer Mutter und Christina entdeckte Maria um 1843 eine neue Bewegung in der Anglikanischen Kirche. Durch die Teilnahme an Gottesdiensten der Christus-Kirche in der Albany Street, wo der charismatische Pfarrer William Dodsworth amtierte, der in der beginnenden Oxford-Bewegung sehr beliebt war, fanden Maria und Christina ihre Lebensaufgabe.
Als 1848 die Präraffaelitesche Bruderschaft unter der Führung von Dante Gabriel Rossetti entstanden war, kam Maria in regelmäßigen Kontakt mit den „Brüdern“, die sich oft in einem der oberen Zimmer in der Charlotte Street trafen. Wie ihre Mutter und Christina fand auch Maria Freude daran. Obwohl sie kurzes Interesse zunächst an Charles Allston Collins, dem Bruder von Wilkie Collins, dem Romancier, und danach, nach der Aufhebung von dessen Ehe, an John Ruskin zeigte, entwickelte sich daraus keine Beziehung und Maria blieb ledig.
Mit siebzehn trat Maria eine Stelle als Erzieherin bei Gertrude Thynne an, einer Nichte von Lady Bath. Durch die Krankheit des Vaters musste auch sie zum Unterhalt der Familie beitragen. Sie ging nicht gern von zu Hause fort. Ein Jahr später nahm sie eine ähnliche Stelle bei der Familie Read an. Am 26. April 1854 starb der Vater Gabriele.

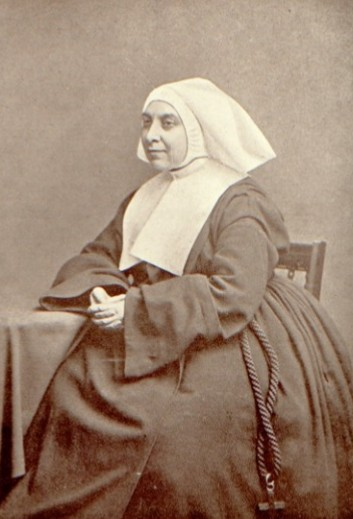
Maria Francesca Rossetti um 1874 als Ordensschwester

Über viele Jahre gab sie zu Hause privaten Italienisch- und anderen Unterricht. Dabei entwickelte sie ihr eigenes System für das Erlernen der italienischen Sprache. Ihre beiden Lehrbücher Exercises in Idiomatic Italian und Aneddoti italiani wurden 1866 veröffentlicht.
Sie war fast vollständig verantwortlich für die Ausbildung der damals zehnjährigen Lucy Brown, der Tochter des Künstlers Ford Madox Brown. Lucy heiratete 1874 Marias Bruder William. Nach Williams Schätzung verdiente Maria in der Mitte der 1860er Jahre über £ 100 jährlich durch ihren Unterricht.
Im Jahr 1860 wurde sie Novizin der All Saints Sisterhood, Margaret Street, des ersten anglikanischen Ordens, der 1851 von Pfarrer Upton Richards und Harriet Brownlow Byron gegründet worden war. Als Novizin konnte sie weiterhin bei ihrer Familie wohnen.
Talentiert und glücklich in der praktischen Ausübung ihres Glaubens, nahm sie eine aktive Rolle in der Seelsorge ein. Maria gab Bibelstunden in der Christ Church, und die Society for Promoting Christian Knowledge (Gesellschaft zur Förderung des christlichen Glaubenswissens) SPCK veröffentlichte ihre „Briefe an meine Bibelklasse“ im Jahre 1872, obwohl sie früher geschrieben wurden.
Als Gelehrte veröffentlichte Maria 1871 ihr Buch A Shadow of Dante, einen Ratgeber zum Studium der Werke Dante Alighieris, der für die breite Öffentlichkeit gedacht war. Sie widmete es ihrem Vater Gabriele. Das Buch enthält einführende Kapitel über die Struktur der Göttlichen Komödie, gefolgt von umfangreichen kommentierten Textauszügen. Maria zog es vor, die Passagen aus der Vita nova selbst zu übersetzen als auf Dante Gabriels freiere und bereits berühmte Übersetzung zurückzugreifen. In einem Brief beschrieb Dante Gabriel Marias Buch als „einen gedrängten und sehr gründlichen Überblick“. Sogar der amerikanische Herausgeber James Russell Lowell (1819–1891) lobte ihr Buch als „bei weitem der besten Kommentar, der in englischer Sprache erschienen ist“. Es wird auch heute noch als eine der besten verfügbaren Einführungen in Dantes Werke angesehen.
Ihre agnostischen Brüder bedauerten die Verschwendung von Marias beeindruckendem akademischen Talent, das sie nun frommen Werken und der Religion widmete. Dante Gabriel behauptete später einmal, dass „sie vielleicht uns alle übertroffen hätte“. Für seine Übersetzungen holte er gerne Marias Rat in stilistischen Fragen ein.
Mit ihrer unerschütterlichen Kraft, die sie aus der Religion schöpfte, übte Maria starken Einfluss auf Christina aus, so dass die jüngere Schwester sich oft schwach und unzulänglich fühlte. Christina schien nie die Lebensfreude im Glauben zu erreichen, von der Maria sprudelte. Halb zweifelnd, halb amüsiert erzählte Christina die Anekdote, dass Maria Angst hatte, den Mumienraum im British Museum zu besuchen, da der Tag des Jüngsten Gerichts unerwartet kommen und die Mumien zum Leben erwachen könnten.
Die herzliche Beziehung zwischen den beiden Schwestern Lizzie und Laura in Christinas berühmtem Gedicht Goblin Market (1862) wird als Darstellung der Nähe von Christina und Maria interpretiert. Sie hatte es Maria gewidmet.
Im Juli 1873 traf Maria ihre lange hinausgezögerte Entscheidung, der All Saints Sisterhood als Vollmitglied beizutreten. Williams Eheschließung stand unmittelbar bevor, so waren häusliche Veränderungen unvermeidlich. Auch waren bei Maria die ersten Symptome von Krebs bereits bekannt. Wenn sie nicht jetzt diesen Schritt machte, würde es bald zu spät sein. 1875 bis 1876 verschlechterte sich ihr Gesundheitszustand und sie hielt sich mehrmals im Krankenhaus der Schwesternschaft in Eastbourne auf.
Maria Rossetti starb am 24. November 1876 im Haus Schwesternschaft in der Margaret Street und wurde dem auf für das Kloster reservierten Teil des Bromptoner Friedhofs bestattet.

## Veröffentlichungen
- Exercises in idiomatic Italian through literal translation from the English. Williams and Norgate, London 1867; Textarchiv – Internet Archive.
- Aneddoti italiani
- A Shadow of Dante: Being an Essay Towards Studying Himself, His World and His Pilgrimage. Robert Brothers, Boston 1872; Textarchiv – Internet Archive.
  - Andere Ausgabe (besser lesbar): A Shadow of Dante, Being an Essay Towards Studying Himself, His World and His Pilgrimage. Little, Brown & Company, Boston (1904); Textarchiv – Internet Archive.
- Letters to my Bible Class (1872).
- The Day Hours (1875) – Übersetzung aus dem Lateinischen.